# Acta Archaeologica
Acta Archaeologica er et nordisk arkæologisk tidsskrift, der blev grundlagt i 1930. Tidsskriftet indeholder artikler på hovedsprogene om emner inden for arkæologi i Europa med vægt på nordisk forhistorie og middelalder samt nærorientalsk og klassisk arkæologi.
Tidsskriftets hovedredaktører var ved grundlæggelsen Johannes Brøndsted (1930-48), afløst af C.J. Becker (1948-84) og Klavs Randsborg (fra 1984).